# Desmostachya bipinnata
Desmostachya bipinnata là một loài thực vật có hoa trong họ Hòa thảo. Loài này được (L.) Stapf mô tả khoa học đầu tiên năm 1900.